# Урожайное (Сахалинская область)
Урожа́йное — село в Томаринском городском округе Сахалинской области России.

## География
Село находится на берегу Татарского пролива, на расстоянии 8 км к юго-западу от города Томари, административного центра округа.

## История
Старое айнское названия поселения — Тумонай. До 1945 года принадлежало японскому губернаторству Карафуто и называлось Минамитомон (яп. 南杜門). После передачи Южного Сахалина СССР село получило современное название.

## Население
| 1925 | 1935 | 2002 | 2010 | 2013 | 2021 |
| ---- | ---- | ---- | ---- | ---- | ---- |
| 179  | ↗581 | ↘40  | ↘17  | ↗23  | ↘7   |

### Половой состав
Согласно результатам переписи 2002 года, в селе проживало 40 человек (17 мужчин и 23 женщины).

### Национальный состав
Согласно результатам переписи 2002 года, в национальной структуре населения русские составляли 98 % из 40 чел.

## Улицы
В селе имеются две улицы: Вокзальная и Лесная.

## Транспорт
В селе расположена станция Урожайная-Сахалинская Сахалинского региона Дальневосточной железной дороги.